# Andrej Kvašňák
Andrej Kvašňák (ur. 19 maja 1936 w Koszycach, zm. 18 kwietnia 2007 w Pradze) – słowacki piłkarz, pomocnik. Srebrny medalista MŚ 1962. Długoletni zawodnik Sparty Praga.
Profesjonalną karierę zaczynał w Dukli Pardubice. Piłkarzem Sparty był w latach 1959–1969. Dwa razy był mistrzem Czechosłowacji (1965, 1967), sięgał po krajowy puchar. W 1969 wyjechał do Belgii (KRC Mechelen i KFC Herentals), gdzie grał do 1972. Po powrocie do kraju występował m.in. w Viktorii Žižkov. W pierwszej lidze czechosłowackiej strzelił 83 bramki w 248 spotkaniach.
W reprezentacji Czechosłowacji zagrał 47 razy i strzelił 13 goli. Debiutował 1 maja 1960 w meczu z Austrią, ostatni raz zagrał w 1970. Podczas MŚ 62 zagrał w sześciu meczach, osiem lat później wystąpił dwukrotnie. W 1960 wspólnie z kolegami został brązowym medalistą ME 60.